# Distrito Escolar Independiente de Brownsville
El Distrito Escolar Independiente de Brownsville (Brownsville Independent School District) es un distrito escolar de Texas. Tiene su sede en Brownsville. Gestiona 36 escuelas primarias, 11 escuelas medias, 7 escuelas preparatorias (incluyendo Brownsville Early College High School), y 3 escuelas alternativas. En el año escolar de 2009-2010, el distrito tuvo 49,155 estudiantes.